# Attagenus hirtulus
Attagenus hirtulus es una especie de coleóptero de la familia Dermestidae.

## Distribución geográfica
Habita en la península ibérica (Portugal y España), Marruecos y Túnez.